# Критерии измерения деловых культур Тромпенаарса и Хэмпден-Тернера
Критерии измерения деловых культур Тромпенаарса и Хэмпден-Тернера — набор из семи пар критериев для классификации деловых культур, разработанный европейским специалистами по кросс-культурному менеджменту Фонсом Тромпенаарсом и Чарльзом Хэмпден-Тернером.
Данная модель измерения различий деловых культур состоит из семи пар критериев: универсализм — партикуляризм, конкретность — диффузность, индивидуализм-коллективизм, эмоциональность — нейтральность, достижение — аскрипция, ориентация во времени и отношение к окружающей среде.

### История
Исследования Ч. Хемпден-Тернера и Ф. Тромпенаарса были выполнены на основе большого эмпирического материала, полученного в 1986—1993 гг. в ходе опросов почти 15 тыс. менеджеров из многих стран мира. Опросы проводились во время семинаров в Центре изучения международного бизнеса и его филиалах. Помимо того, что Ч. Хемпден-Тернер и Ф. Тромпенаарс предложили семь параметров для сравнительного анализа и интерпретации национальных деловых культур, они исследовали проблемы взаимодействия и взаимного влияния национальной и внутрифирменной культуры управления в условиях глобализации экономики. Их вывод заключался в том, что доминирование национальной деловой культуры при её взаимодействии с организационной культурой компании обусловливает существование различных моделей последней. Основой для данной модели классификации культур являются идеи выдвинутые нидерландским социологом Гертом Хофстеде.

## Авторы
Фонс Тромпенаарс — крупнейший европейский специалист по кросс-культурному менеджменту. Сын голландца и француженки, получил образование в Европе и США. Доктор Уортонской школы Пенсильванского университета (США).
Чарльз Хэмпден-Тернер — британский исследователь в области менеджмента, создатель Теории Дилеммы, концепции социального маркетинга и дилеммы инноваций.

## Критерии измерения деловых культур

### Универсализм — партикуляризм
Универсализм подразумевает тот факт, что идеи и практики могут использоваться где угодно без всякого изменения. Представители культуры с высоким индексом универсализма концентрируются больше на формальных правилах, чем на отношениях, контракты в сфере бизнеса рассматриваются очень узко. В культурах с низким значением универсализма упор делается на отношениях и доверии, а не на формальных правилах. В таких культурах контракты часто изменяются, и так как партнеры знают друг друга намного лучше, они часто изменяют способ достижения результата в соответствии с обстоятельствами.
США, Австралия, Германия, Швеция и Великобритания — страны с высоким значением индекса универсализма, а Венесуэла, страны СНГ, Индонезия и КНР — с низким.

### Индивидуализм — коллективизм
Для Ф. Тромпенаарса понятие «индивидуализм» включает в себя ощущение своей уникальности. А термин «коллективизм» относится к людям, оценивающим себя как часть группы. Согласно исследованиям Ф. Тромпенаарса, высокое значение индекса индивидуализма характерно для таких стран, как США, Чехословакия, Мексика, Аргентина и страны СНГ.
Важная проблема, связанная с этим индексом, — способ принятия решений. При высоком индексе индивидуализма решения принимаются индивидуально, полномочия делегируются. В «коллективных» культурах преобладает групповое принятие решений, создаются комитеты, комиссии и т. п.

### Эмоциональность — нейтральность
В нейтральных культурах эмоции принято контролировать. В этом смысле одинаковыми оказываются такие разные культуры, как японская и английская. Представители этих наций не показывают своих чувств. Они стоически переносят трудности, используя все свое самообладание.
Представители эмоциональных культур выражают свои чувства открыто и естественно. Они часто шумны и говорливы. По Тромпенаарсу, к представителям эмоциональных культур относятся мексиканцы, голландцы, швейцарцы.

### Конкретность (специальная культура) — диффузность
Специальная культура предполагает жесткое разграничение публичного и приватного пространства личности. Представители специальной культуры стремятся к увеличению своего публичного пространства, они охотно делят его с другими, легко вступают в контакты. В то же время они довольно строго охраняют свою частную жизнь, впуская в неё только близких друзей и коллег. Для диффузной культуры характерно совмещение публичного и приватного пространств. Соответственно представители данного типа культуры строже блюдут свое публичное пространство, так как доступ в него означает и проникновение в частную сферу индивида.
На основании эмпирических исследований к странам со специальной культурой относят Великобританию, США, Швейцарию, а в Венесуэле, КНР и Испании господствует диффузная культура.

### Достижение — аскрипция (принадлежность)
Культура достижений характеризуется тем, что статус члена общества определяется успешностью выполнения им своих функций. В культуре принадлежности статус определяется принадлежностью человека к той или иной группе по кровнородственному или профессиональному признаку. В культуре принадлежности, например, уже сам факт длительной работы в фирме придает человеку большой вес. В таких культурах статус часто зависит от возраста, образования, круга родственников и знакомых и т. п. К культурам достижений Ф. Тромпенаарс отнес Австрию, США, Великобританию, Швейцарию, Мексику, Германию. Лидерами в низких значениях этого индекса являются Венесуэла, Индонезия, Чили, страны СНГ.

### Время
Кроме описанных пяти типов отношений важным фактором, дифференцирующим культуры, является понимание времени и отношение к нему: последовательного (США) и синхронного (Мексика, Франция). При первом подходе время течет от прошлого к будущему, каждый момент времени уникален и неповторим, поток времени однороден. Синхронный подход основан на концепции временных циклов: все рано или поздно повторяется, всегда есть шанс закончить дело.
В культурах, в которых господствует последовательный подход, люди стремятся делать одно дело в каждый данный промежуток времени, точно соблюдают назначенное время деловых встреч, предпочитают строго следовать разработанному плану.
Представители культур с синхронным подходом, как правило, делают несколько дел одновременно, распорядок дня определяется социальными отношениями: представители этих культур могут прервать дело, которым они занимаются, для того, чтобы поприветствовать знакомого, пришедшего в данный момент в офис, и пообщаться с ним.
Другим моментом, дифференцирующим культуры и связанным со временем, является ориентация на прошлое, настоящее или на будущее. В США, Италии или Германии будущее важнее прошлого и настоящего, а в Венесуэле, Индонезии или Испании люди в большей мере ориентируются на то, что есть. Во Франции же все три временных периода примерно одинаково важны при принятии деловых решений.

### Окружающая среда
По отношению к окружающей среде Ф. Тромпенаарс делит культуры на внутренне и внешне управляемые. Представители первого типа культур верят в возможность контроля получаемых результатов. Люди, принадлежащие ко второму типу культур, считают, что события идут своим чередом и к этому можно только приспосабливаться.
Большинство американских менеджеров полагают, что они хозяева своей судьбы, и это выражается в стремлении переделать окружающую среду, причем зачастую они действуют в довольно агрессивной манере. Однако американский менеджер будет чувствовать себя весьма неуютно, если события выходят из-под контроля.
Большинство азиатских культур не разделяют подобных убеждений. Их представители основываются на том, что развитие идет зигзагообразно и важно «ухватиться за гребень волны и плыть по течению». Отсюда большая гибкость и стремление к гармонии с природой.

## Критика
Работа Тромпенаарса и Хэпден-Тернера не подвергалась масштабной критике. Тем не менее некоторые исследователи указывают на ряд недоработок данной классификации деловых культур. Например, исследование Тромпенаарса и Хэмпден-Тернера критикуют за жесткую привязку к территориальному признаку.
Наконец, стоит сказать и о недостатке ситуационных тестов, использованных при опросах, который заключается в том, что исследователь заранее предлагает респонденту возможные варианты поведения, то есть исследователь ограничивает свободу волеизъявления опрашиваемого.
Исследователь М. Руднев считает, что классификация Тромпенаарса и Хэпден-Тернера отвечает в большей степени интересам предпринимателя, а не исследователя, что включает нежелание авторов исследования раскрывать научному сообществу собранные данные и прислушиваться к критике.

## Применение
Оценка влияния культурно-ценностного аспекта на внутренне-организационную среду и на конкурентоспособность компании является одним из важнейших вопросов в современном менеджменте. Исследования Ф. Тромпенаарса и Ч. Хэмпден-Тернера дали много информации о том, как надо строить бизнес в разных странах.
Согласно критериям данной модели измерения деловых культур, можно выделить четыре типа корпоративной культуры: «Инкубатор» (ориентирована на самосовершенствование и достижение личного результата), «Ракета» (ориентирована на командную реализацию высоко рентабельных часто краткосрочных проектов), «Эйфелева башня» (включает точном взаимодействии всех элементов группы, четкое распределение обязанностей) и «Семья» (иерархичный тип культуры с ориентацией на раскрытие личного потенциала сотрудника).